# 中国民主同盟内蒙古自治区委员会
中国民主同盟内蒙古自治区委员会，简称民盟内蒙古自治区委，是中国民主同盟在内蒙古自治区的地方组织。